# Monochamus nitens
Monochamus nitens es una especie de escarabajo longicornio del género Monochamus, familia Cerambycidae. Fue descrita científicamente por Bates en 1884.
Esta especie se encuentra en isla de Sajalín China, Japón y Corea.